# 姚河塬遗址
35°48′10″N 106°31′07″E / 35.8027°N 106.5187°E
姚河塬遗址，位于中华人民共和国宁夏回族自治区固原市彭阳县新集乡姚河村东北，是一座商周时期的封国遗址。该遗址发现于2017年4月的田野调查中，同年开展发掘。2018年，该遗址入列2017年度全国十大考古新发现。2019年，姚河塬遗址被列为全国重点文物保护单位。

## 发现
早在20世纪80年代，彭阳县周边曾经零星出土过一些西周时期的陶鬲、铜戈等遗物。2017年4月，宁夏文物考古研究所组织8家单位，在彭阳县的红河流域开展考古调查，期间发现了该遗址。当年6月对该遗址展开了初步发掘。根据调查和初步的发掘结果，考古人员认定该遗址为商周时期的封国遗址:294,297。至2017年年底，考古人员从墓葬中出土了带字卜骨，其性状与周原遗址出土的卜骨基本一致。这一发现从而更加佐证了考古人员先前的判断，同时彻底推翻了之前历史学界关于“周人文化未过陇山”的论断。2018年4月10日，姚河塬遗址被列为2017年度全国十大考古新发现。同年该遗址进一步发掘。2019年姚河塬遗址被列为全国重点文物保护单位。

## 遗迹
姚河塬遗址位于宁夏固原市彭阳县新集乡姚河塬的东部，占地面积达60余万平方米，遗址正中被两条十字交叉的公路分割成4个区域，自东北逆时针编号一区至四区:295。根据遗物和地层，可将遗址分围晚商、西周和东周三个不同的时期。晚商在遗址东南部有零星发现；西周几乎遍布整个遗址；东周主要分布在遗址东侧。
发掘中清理出的遗迹包括墓葬、马坑、车马坑、祭祀坑、铜器作坊、陶器作坊、路网、壕沟、灰坑等遗迹。墓葬区位于遗址北侧，类型包括甲字形大墓，竖穴土坑中型墓和小型墓，几乎均被盗掘。作坊区位于墓葬区西南侧，已发现的配套的遗迹包括道路、窑址、灰坑、水渠、蓄水池等。水网遗迹位于遗址的中部。马坑均为竖穴土坑，可分为大型小型两类。所有马坑均埋有2层或以上层数的马，层数越高，顶部的马骨越散乱。祭祀坑中发现有人骨、牛骨和羊骨。:295-297

## 遗物
大型墓葬和中型墓葬均出土有青铜器，其中大墓中出土的以青铜车器为主，包括轭、轴、軎、毂等；中型墓葬中出土部分则包括鼎、觯等类型。各个另出土有骨器、玉器等遗物。此外，中型墓葬出现了殉狗现象:295。大型墓葬中还出土有卜骨，其中M13墓道中出土了3件卜骨，其中1件牛肩胛骨带有2行共计35个字，涉及5个地名和2个人名。另外从陶器作坊中出土了大量用来铸铜的陶范。